# Engelbert Arnold
Engelbert Arnold (Schlierbach, Cantão de Lucerna, 7 de março de 1856 – Karlsruhe, 16 de novembro de 1911) foi um engenheiro eletricista suíço.
Foi o primeiro professor ordinário do Instituto de Eletrotécnica da Großherzogliche Technische Hochschule in Karlsruhe.

## Obras
- Die Ankerwicklungen der Gleichstrom-Dynamomaschinen : Entwicklung und Anwendung einer allgemein gültigen Schaltungsregel, 1891. PPN: 038578409.
- Die Ankerwicklungen und Ankerkonstruktionen der Gleichstrom-Dynamomaschinen, 1896. PPN: 084033991.
- com La Cour, J.L. Die Gleichstrommaschine: Theorie, Konstruktion, Berechnung, Untersuchung u. Arbeitsweise derselben, 1903. 2 Volumes, PPN: 011375566.
- Engelbert Arnold (Ed.) Die Wechselstromtechnik. 5 Volumes, PPN: 011367415.
- com La Cour, J.L. Die Kommutation bei Gleichstrom- und Wechselstrom-Kommutatormaschinen, 1906 (Sammlung elektrotechnischer Vorträge Band 9). PPN: 096728957.